# Hwasa
Dans ce nom coréen, le nom de famille, Ahn, précède le nom personnel.
Hwasa (coréen : 화사), de son vrai nom Ahn Hye-jin (coréen : 안혜진), née le 23 juillet 1995 à Jeonju, est une chanteuse, danseuse et rappeuse sud-coréenne. Elle est membre du girls band Mamamoo depuis 2014, où elle tient le rôle de chanteuse principale, danseuse, auteure-compositrice et rappeuse.
Elle commence sa carrière solo en 2019, avec son premier single, intitulé Twit.
Sa carrière solo commence alors a prendre de l'importance à la suite de la sortie de son premier EP solo « María » en juin 2020, elle devient alors selon le magazine Forbes l'une des 30 personnalités les plus influentes d'Asie mais aussi la 3e artiste féminine coréenne la plus streamée sur Spotify,.
Elle revient 1 an et 6 mois après 'maría' avec son single album 'Guilty Pleasureet le singleI'm a B'.

## Biographie
Ahn Hye-jin est née à Jeonju en Corée du Sud, où elle a vécu avec ses parents et ses deux sœurs aînées. Depuis le collège, elle est très amie avec Wheein, également membre de Mamamoo. Les jeunes filles ont poursuivi une carrière dans la musique ensemble. Elle est diplômée de l'école secondaire Wonkwang Information Arts. 
Avant ses débuts dans le monde de la K-pop, un certain nombre d'artistes sud-coréens - dont Solbi et le groupe Standing Egg - ont reconnu son talent et ont fait des featurings avec elle, alors qu'elle n'avait que 16 ans.

## Carrière
Hwasa fait ses débuts dans le groupe Mamamoo le 19 juin 2014, en tant que chanteuse principale, avec la sortie du single Mr. Ambiguous issu de leur premier EP Hello. Elle a écrit et composé la chanson My Heart / I Do Me pour cet album.
En avril 2018, elle rejoint le casting de l'émission de télé-réalité musicale de KBS Hyena on the Keyboard ; son apparition dans l'émission lui permet de réaliser un featuring avec le rappeur Loco sur la chanson Don't. Elle participe à l'écriture et à la composition de la chanson et réussit à arriver à la première place au classement Gaon en Corée du Sud. La chanson est ensuite certifiée Platine.
En février 2019, Hwasa fait ses débuts en tant qu'artiste solo avec le single numérique Twit qu'elle a écrit et composé. La chanson arrive en tête du palmarès Gaon et remporte la « triple couronne », dépassant les palmarès Gaon Digital, Gaon Download et Gaon Streaming en Corée du Sud. Par la suite, Hwasa compose et écrit la chanson In The Fall, sortie en octobre 2019.
En mars 2020, Hwasa fait un featuring avec la chanteuse anglaise Dua Lipa sur un remix de la chanson Physical, incluant des paroles en coréen,.
En avril, elle interprète et compose la bande originale du drama coréen The King: Eternal Monarch, intitulée Orbit,.
Le 29 juin, Hwasa sort son premier mini-album, intitulé María. Elle compose le single éponyme, et écrit également les paroles de LMM et compose la chanson Why. Sa carrière solo commence alors à prendre de l'importance, elle devient alors selon le magazine Forbes l'une des 30 personnalités les plus influentes d'Asie mais aussi la 3e artiste féminine de Corée la plus streamée sur Spotify,.

## Image publique
La première apparition de Hwasa dans l'émission de télé-réalité I Live Alone lui vaut les surnoms de « Gopchang Goddess » et « Hwasa Effect »,. Depuis lors, Hwasa a réussi à vendre tous les articles qu'elle a utilisé dans ses clips, y compris les feuilles de musique de l'enregistreur, du Gopchang (plat coréen), et même sa boule de riz au tofu frit spécial régime.
Hwasa est également apparue dans le magazine Forbes Korea Power Celebrity (numéro 26) en 2019.

## Discographie

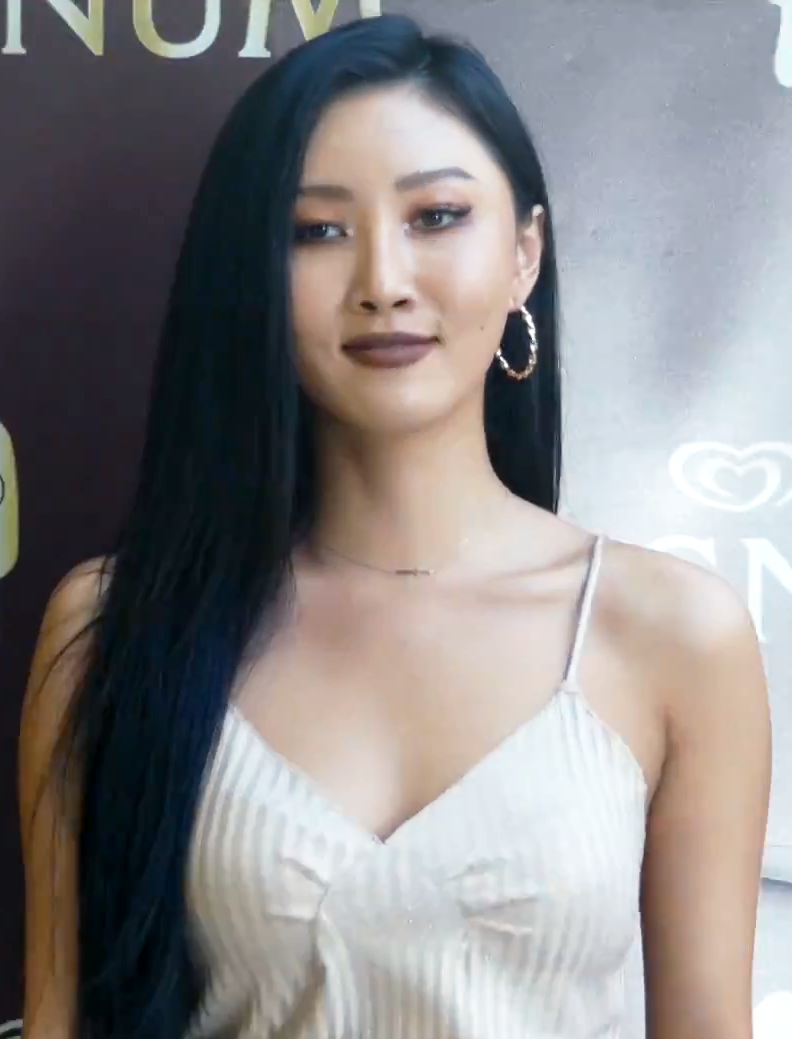
Hwasa à l'ouverture du Magnum Pleasure Store à Séoul, en juin 2018.

### Mini-albums
| Titre | Détails | Classements | Classements | Ventes                |
| Titre | Détails | COR         | US World    | Ventes                |
| ----- | --- | ----------- | ----------- | --------------------- |
| María | - Sortie : 29 juin 2020 - Label : RBW - Formats : CD, téléchargement, streaming                               | 5           | 7           | - COR: Plus de 66 000 |
| O     | - Sortie : 19 septembre 2024 - Label : P Nation, Warner Music Korea - Formats : CD, téléchargement, streaming | 13          | —           | À venir               |

### Single albums
| Titre           | Détails                                                                             | Classement | Ventes                |
| Titre           | Détails                                                                             | COR        | Ventes                |
| --------------- | ----------------------------------------------------------------------------------- | ---------- | --------------------- |
| Guilty Pleasure | - Sortie : 24 novembre 2021 - Label : RBW - Formats : CD, téléchargement, streaming | 6          | - COR: Plus de 37 000 |

### Singles
| Titre                                                                               | Année                   | Meilleures positions    | Meilleures positions    | Meilleures positions    | Meilleures positions    | Ventes                           | Albums                       |
| Titre                                                                               | Année                   | COR                     | COR Hot                 | NZ Hot                  | US World                | Ventes                           | Albums                       |
| En tant qu’artiste solo                                                             | En tant qu’artiste solo | En tant qu’artiste solo | En tant qu’artiste solo | En tant qu’artiste solo | En tant qu’artiste solo | En tant qu’artiste solo          | En tant qu’artiste solo      |
| ----------------------------------------------------------------------------------- | ----------------------- | ----------------------- | ----------------------- | ----------------------- | ----------------------- | -------------------------------- | ---------------------------- |
| Marìa (마리아)                                                                      | 2020                    | 2                       | 2                       | —                       | 6                       |                                  | Marìa                        |
| Be Calm (덤덤해지네)                                                                | 2018                    | —                       | —                       | —                       | —                       | NC                               | Yellow Flower                |
| Twit (멍청이)                                                                       | 2019                    | 1                       | 1                       | 22                      | 3                       | NC                               | Twit                         |
| I'm A B                                                                             | 2021                    | —                       | —                       | —                       | —                       |                                  | Guilty Pleasure              |
| I Love My Body                                                                      | 2023                    | 9                       | —                       | —                       | —                       |                                  | Non issu d’un album          |
| Na                                                                                  | 2024                    | 97                      | —                       | —                       | —                       |                                  | O                            |
| Collaborations                                                                      |                         |                         |                         |                         |                         |                                  |                              |
| Dab Dab (avec Moonbyul)                                                             | 2016                    | 69                      | —                       | —                       | —                       | - COR : plus de 31,040           | Memory                       |
| Love Comes (avec Esna)                                                              | 2017                    | —                       | —                       | —                       | —                       | NC                               | Non issu d’un album          |
| Don't (avec Loco)                                                                   | 2018                    | 1                       | —                       | —                       | —                       | NC                               | Hyena on the Keyboard Part.4 |
| Physical (avec Dua Lipa)                                                            | 2020                    | —                       | —                       | —                       | —                       |                                  | Physical                     |
| Q (avec Onewe)                                                                      | 2020                    | —                       | —                       | —                       | —                       |                                  | ONE                          |
| Somebody (avec Loco)                                                                | 2022                    | —                       | —                       | —                       | —                       |                                  |                              |
| Lemon (avec Loco)                                                                   | 2022                    | —                       | —                       | —                       | —                       |                                  |                              |
| En featuring                                                                        |                         |                         |                         |                         |                         |                                  |                              |
| Fingernail (손톱) Phantom (feat. Hwasa)                                             | 2013                    | —                       | —                       | —                       | —                       | NC                               | Phantom Theory               |
| Break Up for You, Not Yet for Me (넌 이별 난 아직) Park Shin-hye (feat. Hwasa)      | 2013                    | —                       | —                       | —                       | —                       | NC                               | The Heirs Remake             |
| Boy Jump (소년점프) Baechigi (feat. Hwasa)                                          | 2014                    | 80                      | —                       | —                       | —                       | - Corée du Sud : plus de 50,181  | Non issu d’un album          |
| Drinks Up Ja Mezz (feat. Hwasa)                                                     | 2015                    | —                       | —                       | —                       | —                       | NC                               | 1/4                          |
| Mileage Primary (feat. Paloalto & Hwasa)                                            | 2015                    | 45                      | —                       | —                       | —                       | - Corée du Sud : plus de 114,263 | 2                            |
| Call Me (연락해) Basick et Lil Boi (feat. Hwasa)                                    | 2015                    | 26                      | —                       | —                       | —                       | - Corée du Sud : plus de 105,060 | Basick & Lil Boy             |
| Love Talk Kisum (feat. Hwasa)                                                       | 2015                    | 43                      | —                       | —                       | —                       | - Corée du Sud : plus de 81,336  | Non issu d’un album          |
| Ddang (땡땡땡) Suran (feat. Hwasa)                                                  | 2016                    | —                       | —                       | —                       | —                       | NC                               | Non issu d’un album          |
| Nice Basick (feat. G2 et Hwasa)                                                     | 2016                    | 100                     | —                       | —                       | —                       | - Corée du Sud : plus de 18,274  | Nice                         |
| HookGA High4:20 (feat. Hwasa)                                                       | 2016                    | —                       | —                       | —                       | —                       | NC                               | Non issu d’un album          |
| I Am Me San E (feat. Hwasa)                                                         | 2017                    | 61                      | —                       | —                       | —                       | - Corée du Sud : plus de 28,700  | Season of Suffering          |
| Cotton Candy Woodie Gochild (feat. Hwasa)                                           | 2018                    | —                       | —                       | —                       | —                       | NC                               | #GOCHILD                     |
| Do Not Become Friendly K.Will (feat. Hwasa)                                         | 2018                    | —                       | —                       | —                       | —                       | NC                               | The 4th Album                |
| Now PSY (feat. Hwasa)                                                               | 2022                    | —                       | —                       | —                       | —                       |                                  | PSY 9th                      |
| "—" signifie que le titre ne s'est pas classé ou n'est pas sorti dans cette région. |                         |                         |                         |                         |                         |                                  |                              |

### Composition
| Année | Album                        | Artiste         | Chanson                                                    | Paroles  | Paroles                                           | Musique  | Musique                                |
| Année | Album                        | Artiste         | Chanson                                                    | Créditée | Avec                                              | Créditée | Avec                                   |
| ----- | ---------------------------- | --------------- | ---------------------------------------------------------- | -------- | ------------------------------------------------- | -------- | -------------------------------------- |
| 2014  | Non issu d’un album          | Elle-même       | Pink Panties (Blurred Lines cover.)                        | Oui      | NC                                                | Oui      | NC                                     |
| 2014  | Hello                        | Mamamoo         | "Heeheehaheho" (히히하헤호)                                | Oui      | Kim Do-hoon, eSNa, Lil Boi (Geeks), Louis (Geeks) | Non      | Kim Do-hoon, eSNa                      |
| 2014  | Hello                        | Mamamoo         | I Do Me (내맘이야) (Solo de Hwasa)                         | Oui      | NC                                                | Oui      | Zo, Cho Jae-hyeob, Seo Ji-eun          |
| 2015  | Pink Funky                   | Mamamoo         | Freakin Shoes                                              | Oui      | NC                                                | Oui      | Kim Do-hoon, Seo Jae-woo (TENTEN)      |
| 2015  | Pink Funky                   | Mamamoo         | Um Oh Ah Yeh (음오아예)                                    | Oui      | Kim Do-hoon, Solar, Moonbyul                      | Non      | Kim Do-hoon, Seo Jae-woo (TENTEN)      |
| 2016  | Melting                      | Mamamoo         | Taller Than You (1cm의 자존심)                             | Oui      | Kim Do-hoon, Solar, Moonbyul                      | Non      | Kim Do-hoon, Park Woo-sang             |
| 2016  | Melting                      | Mamamoo         | "My Hometown" (고향이)                                     | Oui      | Kim Do-hoon, Solar, Moonbyul, Wheein              | Non      | Kim Do-hoon, Solar                     |
| 2016  | Melting                      | Mamamoo         | Recipe (나만의 Recipe)                                     | Oui      | Solar, Moonbyul, Park Woo-sang                    | Oui      | Kim Do-hoon, Park Woo-sang, Solar      |
| 2016  | HookGA                       | High4 20        | HookGA (Hook가) (Feat. Hwasa de Mamamoo)                   | Oui      | Alex, Youngjun                                    | Non      | Alex, Bigmak                           |
| 2016  | Memory                       | Mamamoo         | Decalcomanie (데칼코마니)                                  | Oui      | Kim Do-hoon, Solar, Moonbyul                      | Non      | Kim Do-hoon, MGR (RBW), Park Woo-sang  |
| 2016  | Memory                       | Mamamoo         | I Love Too (놓지 않을게)                                   | Oui      | Solar, Moonbyul                                   | Non      | Kim Do-hoon, Choi Yong-chan            |
| 2017  | Purple                       | Mamamoo         | Yes I am (나로 말할 것 같으면)                             | Oui      | Kim Do-hoon, Solar, Moonbyul                      | Non      | Kim Do-hoon                            |
| 2017  | Purple                       | Mamamoo         | AZE GAG (아재개그)                                         | Oui      | Kim Do-hoon, Solar, Moonbyul                      | Oui      | Kim Do-hoon, Solar                     |
| 2018  | MIXNINE Part.4               | SSS (MIXNINE)   | Dangerous Girl                                             | Oui      | Kim Do-hoon, Lee Sang-ho                          | Non      | Kim Do-hoon, Lee Sang-ho, Mingky (RBW) |
| 2018  | Yellow Flower                | Mamamoo         | Be Calm (덤덤해지네) (Hwasa Solo)                          | Oui      | NC                                                | Oui      | Park Woo-sang                          |
| 2018  | Hyena on the Keyboard Part.4 | Loco, elle-même | "Don't Give It To Me" (주지마)                             | Oui      | Loco                                              | Oui      | Loco, Woogie                           |
| 2018  | Red Moon                     | Mamamoo         | Sleep In The Car (잠이라도 자지)                           | Oui      | Kim Do-hoon, Solar, Moonbyul                      | Non      | Kim Do-hoon, Solar, Lee Hoo-sang       |
| 2018  | Non issu d’un album          | Elle-même       | Be Alright                                                 | Oui      | Cosmic Sound                                      | Non      | Cosmic Sound                           |
| 2018  | #GOCHILD                     | Woodie Gochild  | Cotton Candy (솜사탕) (Feat. Hwasa de Mamamoo) (Prod. SLO) | Oui      | Woodie Gochild                                    | Oui      | Woodie Gochild, SLO, badassgatsby      |
| 2019  | Twit                         | Elle-même       | Twit (멍청이)                                              | Oui      | Kim Do-hoon, Park Woo-sang                        | Oui      | Kim Do-hoon, Park Woo-sang             |

## Filmographie

### Émissions télévisées
| Année | Chaîne | Titre                              | Date de diffusion |
| ----- | ------ | ---------------------------------- | ----------------- |
| 2015  | KBS2   | Immortal Songs: Singing the Legend | NC                |
| 2015  | Mnet   | 야만TV                             | 26 janvier        |

## Récompenses et nominations

### Melon Music Awards
| Année | Catégorie                    | Travail nommé | Résultats  |
| ----- | ---------------------------- | ------------- | ---------- |
| 2018  | Hot Trend Award(avec Loco)   | Don't         | Lauréat    |
| 2018  | Meilleure ballade(avec Loco) | Don't         | Nomination |

### KBS Entertainment Awards
| Année | Catégorie                   | Travail nommé                     | Résultat |
| ----- | --------------------------- | --------------------------------- | -------- |
| 2018  | Hot Issue Entertainer Award | Hyena on the Keyboard (avec Loco) | Lauréat  |

### MBC Entertainment Awards
| Année | Catégorie                           | Travail nommé | Résultat |
| ----- | ----------------------------------- | ------------- | -------- |
| 2018  | Rookie Female of the Year – Variety | I Live Alone  | Lauréat  |

### 9th Gaon Chart Music Awards
| Année | Catégorie          | Travail nommé | Résultat |
| ----- | ------------------ | ------------- | -------- |
| 2020  | Artist of the Year | Maria         | Lauréat  |

### Mnet Asian Music Awards 2020
| Année | Catégorie              | Travail nommé | Résultat |
| ----- | ---------------------- | ------------- | -------- |
| 2020  | Best Vocal Performance | Maria         | Lauréat  |

### The Fact Music Awards 2020
| Année | Catégorie          | Travail nommé | Résultat |
| ----- | ------------------ | ------------- | -------- |
| 2020  | Artist of the Year | Maria         | Lauréat  |

### 35th Golden Disc Awards
| Année | Catégorie                     | Travail nommé | Résultat |
| ----- | ----------------------------- | ------------- | -------- |
| 2021  | Digital Song Division Bonsang | Maria         | Lauréat  |

### Émissions musicales

#### Show! Music Core
| Année | Date    | Chanson |
| ----- | ------- | ------- |
| 2019  | 2 mars  | Twit    |
| 2019  | 16 mars | Twit    |

#### Inkigayo
| Année | Date       | Chanson |
| ----- | ---------- | ------- |
| 2020  | 26 juillet | Maria   |
| 2020  | 2 août     | Maria   |
| 2020  | 9 août     | Maria   |

#### Music Bank
| Année | Date    | Chanson |
| ----- | ------- | ------- |
| 2020  | 14 août | Maria   |

| Année | Date    | Chanson |
| ----- | ------- | ------- |
| 2020  | 21 août | Maria   |